# 온드레이 네펠라
온드레이 네펠라(슬로바키아어: Ondrej Nepela, 1951년 1월 22일 - 1989년 2월 2일)는 슬로바키아의 피겨 스케이팅 선수로 체코슬로바키아를 대표했다. 그는 1972년 올림픽에서 우승했고, 세계 선수권 대회에서 3연패했다(1971 - 73). 그리고 그는 유럽 선수권 대회에서 5연패했다(1969 - 73). 그는 선수생활을 마감한후, 프로로 전향했고 코치가 되었다.

## 생애
네펠라는 1951년 1월 22일 체코슬로바키아 브라티슬라바에서 태어났다.

## 선수 경력
네펠라는 TV에서 1958년 유럽 선수권 대회를 보고 난후에 스케이트에 관심을 갖게 되었다. 카롤 디빈은 체코슬로바키아 선수권 대회에서 우승했다. 1958년 2월에, 그의 어머니는 브라티슬라바 아이스 링크장에서 스케이트를 가져왔다. 2주후, 그녀는 그녀의 아들이 강사에게 외면받고 머드라에게 그를 가르치기로 합의되었다고 불평하기 위해 힐다 머드라에게 다가갔다. 그녀는 근면하고 성실한 학생으로 그를 설명했다.
네펠라는 슬로바키아 브라티슬라바 클럽에서 훈련했다.

### 대회 경력
13세의 나이로, 네펠라는 그의 첫 국제대회에 출전했다. - 1964년 동계 올림픽
오스트리아 인스부르크에서 22위를 한후, 그는 세계 선수권 대회에서 데뷔했고 17위를 했다. 그는 자국에서 열린 세계 선수권 대회에서 3번째 금메달을 획득한후, 선수생활을 마감했다.

## 개인 생활
그는 1989년 2월에 38세의 나이로 만하임에서 죽었다.